# Jean I de Croÿ
Jean I de Croÿ, signore di Croÿ e d'Araines, barone di Renty e di Seneghem (Agincourt, 1365 circa – 25 ottobre 1415), fu il fondatore del Casato di Croÿ.

## Biografia
I suoi genitori furono Guillaume de Croÿ (m.1384) e Isabeau de Renty.
A Jean I de Croÿ si deve l'ascesa della sua famiglia ad una posizione di supremo potere nella Borgogna medievale. Servì Filippo l'Ardito e suo figlio Giovanni senza Paura in qualità di consigliere e ciambellano.
Nel 1384 sposò una ricca ereditiera, Marie de Craon (c.1370-1420), citato in giudizio con successo dalla famiglia del suo primo marito dopo la sua morte. Nel 1397, Jean acquistò la signoria di Chimay, che sarebbe diventato un dominio centrale della famiglia Croÿ. Quattro anni dopo, fu nominato Governatore d'Artois e guidò l'esercito ducale contro i cittadini ribelli di Liegi. Fu iscritto come Grand bouteiller de France del re Carlo VI di Francia nel 1412, quando pose l'assedio a Bourges.
L'anno successivo, Isabella di Baviera lo fece arrestare ed incarcerare nel castello di Montlhéry, da dove scappò. Jean, insieme a due figli maschi, fu ucciso alla battaglia di Azincourt il 25 ottobre 1415.
Ebbe diciassette figli, tra i quali :
- Antoine I de Croÿ, conte di Porcéan (1385-1475)
- Archambaud (1386 - Azincourt, 1415)
- Jean (1387 - Azincourt, 1415)
- Jean II de Croÿ (1395 - 1473), principe di Chimay, progenitore della linea di Croÿ-Solre.
- Agnes de Croÿ (1386 ?), amante di Giovanni senza Paura duca di Borgogna, da cui ebbe un figlio naturale, Giovanni di Borgogna, vescovo di Cambrai.[1]
- Jeanne (1390-?), sposò Jean de Lannoy (c. 1370-1415) anch'egli ucciso ad Azincourt, madre di Jan van Lannoy, Stadtholder d'Olanda.